# Copa da Espanha de Ciclismo Profissional
A Copa da Espanha de Ciclismo Profissional, é uma competição profissional de ciclismo de estrada que se celebra anualmente na Espanha desde 2019.
Reúne numa classificação as carreiras de um dia e por etapas mais importantes que se celebram em território espanhol, parecido à já desaparecida Copa do Mundo de Ciclismo. Fazem parte da classificação todos os ciclistas masculinos profissionais da Espanha que fazem parte do UCI WorldTeam, Profissional Continental e Continental sem limite de nacionalidade estabelecendo um sistema de pontuação em função da posição conseguida em cada concorrência e a partir daí se cria a classificação.
A prova também oferece classificação para os melhores jovens (sub-23) e por equipas, onde participam todas as equipas com licença espanhola. Contabilizam-se em cada carreira os pontos dos três primeiros classificados de cada equipa na classificação final individual e através desses pontos estabelece-se a classificação.
A Copa consta de 19 carreiras do calendário espanhol baixo as categorias UCI WorldTour, 1.hc, 2.hc, 1.1 e 2.1 do UCI Europe Tour, excepto as que declinan estar nesta competição. Por isso esta copa tem bem mais prestígio que outras copa nacionais ao ser todas as provas profissionais e ao poder participar todas as equipas profissionais, incluídos os WorldTeam.
Celebra-se ininterruptamente desde 2019.
Na actualidade existe outros sistemas de concorrências como a Copa da Espanha de Ciclismo (amador) e a Copa da Espanha de Ciclismo Adaptado.

## Sistema de pontos
Em cada carreira, os primeiros 20 corredores ganham pontos e o corredor com a maior quantidade de pontos em geral é considerado o ganhador da Copa da Espanha. Levam-se a cabo um sistema de pontos separado para as carreiras por etapas, as carreiras de um dia, o Campeonato da Espanha em Estrada e os ganhadores de etapas.

### Classificação carreiras por etapas
| Posição | 1   | 2  | 3  | 4  | 5  | 6  | 7  | 8  | 9  | 10 | 11 | 12 | 13 | 14 | 15 | 16 | 17 | 18 | 19 | 20 |
| Pontos  | 100 | 90 | 80 | 70 | 60 | 55 | 50 | 45 | 40 | 35 | 30 | 25 | 20 | 15 | 10 | 8  | 6  | 4  | 2  | 1  |

### Classificação carreiras de um dia
| Posição | 1  | 2  | 3  | 4  | 5  | 6 | 7 | 8 | 9 | 10 |
| Pontos  | 50 | 40 | 30 | 20 | 10 | 8 | 6 | 4 | 2 | 1  |

### Classificação Campeonato da Espanha
| Posição | 1  | 2  | 3  | 4  | 5  | 6  | 7  | 8  | 9  | 10 | 11 | 12 | 13 | 14 | 15 | 16 | 17 | 18 | 19 | 20 |
| Pontos  | 80 | 75 | 70 | 65 | 60 | 55 | 50 | 45 | 40 | 35 | 30 | 25 | 20 | 15 | 10 | 8  | 6  | 4  | 2  | 1  |

### Classificação ganhadores de etapas
| Posição | 1  | 2  | 3 | 4 | 5 | 6 | 7 | 8 | 9 | 10 |
| Pontos  | 15 | 10 | 8 | 7 | 6 | 5 | 4 | 3 | 2 | 1  |

## Palmarés
| Ano  | Ganhador           | Pontos | Melhor jovem   | Pontos | Melhor equipa | Pontos |
| ---- | ------------------ | ------ | -------------- | ------ | ------------- | ------ |
| 2019 | Alejandro Valverde | 454    | Sergio Higuita | 118    | Movistar      |        |

## Palmarés por países
| País    | Vitórias |
| ------- | -------- |
| Espanha | 1        |